# Trenitalia France
Trenitalia France est une entreprise ferroviaire qui exploite des trains de voyageurs en service librement organisé entre la France et l'Italie depuis 2011.
Créée en 2010 sous le nom de Thello, il s'agit de la première entreprise se lançant dans le transport de voyageurs depuis l'ouverture à la concurrence du transport ferroviaire en France en 2009 après la fin du partenariat entre la SNCF et Trenitalia dans le cadre d'Artesia.
Fondée initialement par Trenitalia et Veolia Transport, elle appartient depuis 2016 à 100 % à l'entreprise publique italienne Trenitalia.
Depuis son lancement, Thello — puis Trenitalia France — n'a connu que des années déficitaires.

## Histoire

### Thello
La société Thello est créée en février 2010, les deux sociétés Trenitalia et Veolia Transport se partageant 50 % du capital.
Après la fusion de Transdev et Veolia, le nouveau groupe Veolia Transdev annonce vouloir réduire sa participation à un tiers[source secondaire souhaitée]. L'opération est effective au 18 décembre 2012, et la société est alors renommée Thello SAS[réf. souhaitée]. Le 6 septembre 2016, Veolia Transdev vend sa participation à Trenitalia, qui devient le seul actionnaire.

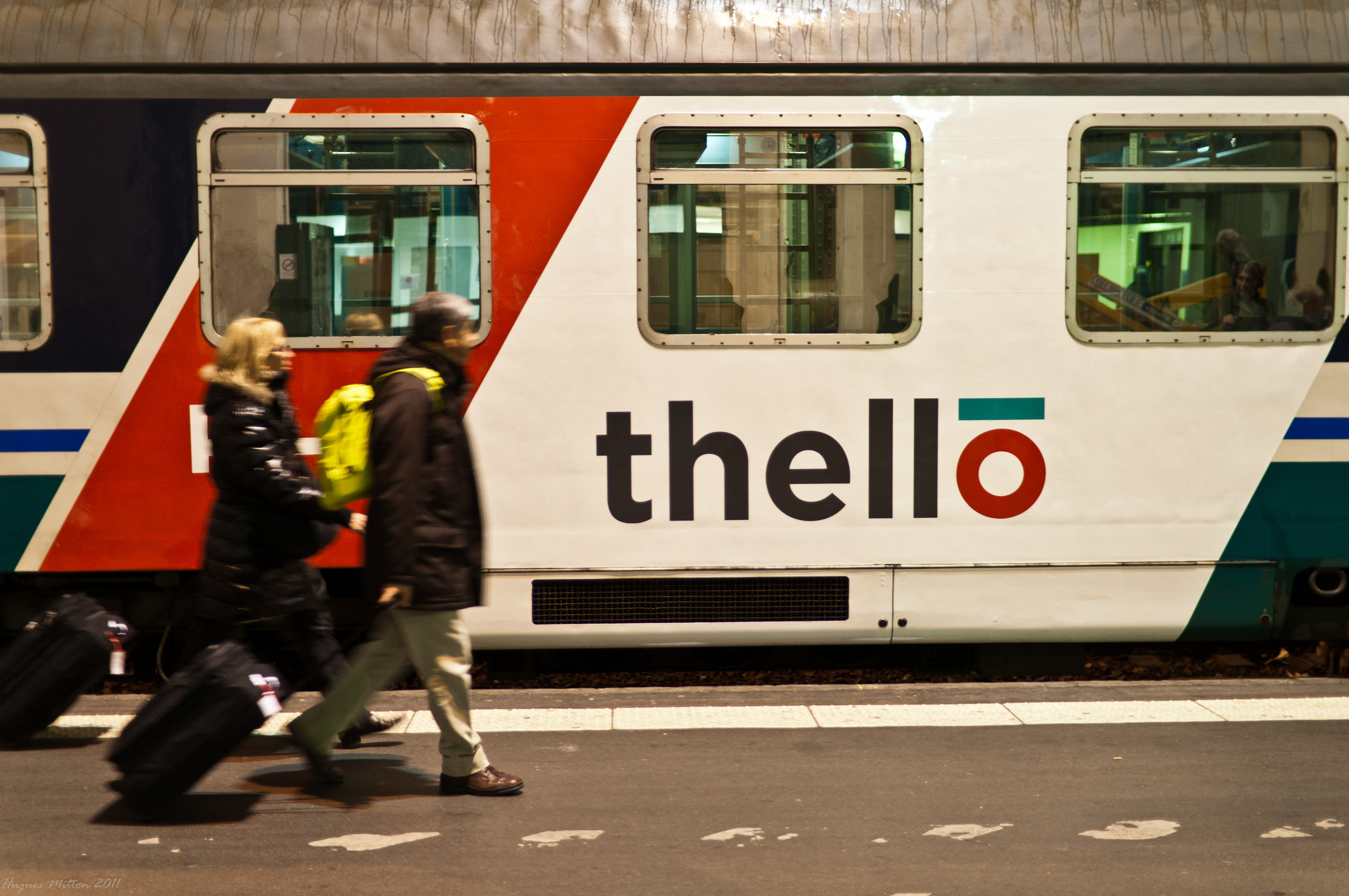
Voiture Thello à Paris-Gare-de-Lyon, en décembre 2011.

Les premiers trains Thello circulent depuis le 11 décembre 2011, chaque nuit, entre Paris-Gare de Lyon et Venise-Santa-Lucia avec des arrêts intermédiaires à Dijon, Milan, Brescia, Vérone, Vicence, Padoue et Venise-Mestre, et un itinéraire par la Suisse le week-end, synonyme de formalité douanière. Le cabotage, c'est-à-dire le transport de voyageurs nationaux sur une partie du trajet international, n'étant alors pas autorisé par l'Autorité de régulation des activités ferroviaires (ARAF), seuls des billets pour un parcours international peuvent être commercialisés par Thello.
Selon des chiffres communiqués en décembre 2012, la liaison entre Paris et Venise aurait connu un remplissage de l'ordre de 85 %, permettant à Thello de tabler sur un nombre de voyageurs sur cette ligne d'environ 300 000 pour l'année 2012.
Le 9 décembre 2012, Thello met en place une seconde liaison entre la France et l'Italie entre Paris-Gare de Lyon et Rome-Gare Termini, avec arrêts à Dijon, Bologne et Florence. Mais, en octobre 2013, Thello annonce la fin de ce train pour décembre 2013, un an après la mise en place de cette liaison, notamment en raison d'absence de sillon horaire permettant des temps de parcours attractifs. En parallèle, elle confirme cependant sa volonté de créer, dès 2014, un service de jour entre les gares de Milan et Marseille, un projet déjà évoqué début 2013,. Dans une décision en date du 9 juillet 2013, l'ARAF avait considéré que ce projet de ligne répondait aux critères du décret sur les liaisons internationales ferroviaires ouvertes à la concurrence et ne pouvait être considéré comme une concurrence aux trains TER conventionnés par la région Provence-Alpes-Côte d'Azur.
Le 23 septembre 2014, Thello annonce la mise en circulation d'un train de jour entre les gares de Marseille-Saint-Charles et Milan-Centrale ; le service démarre le 14 décembre 2014. Ce train circule avec du matériel roulant utilisé en Italie sous la gamme Frecciabianca.
Début 2013, l'entreprise obtient son certificat de sécurité pour circuler sur le réseau belge, et annonce vouloir s'implanter sur la ligne Paris – Bruxelles, en concurrence frontale avec Thalys, d'ici 2014, mais ne donne pas suite à cette annonce.

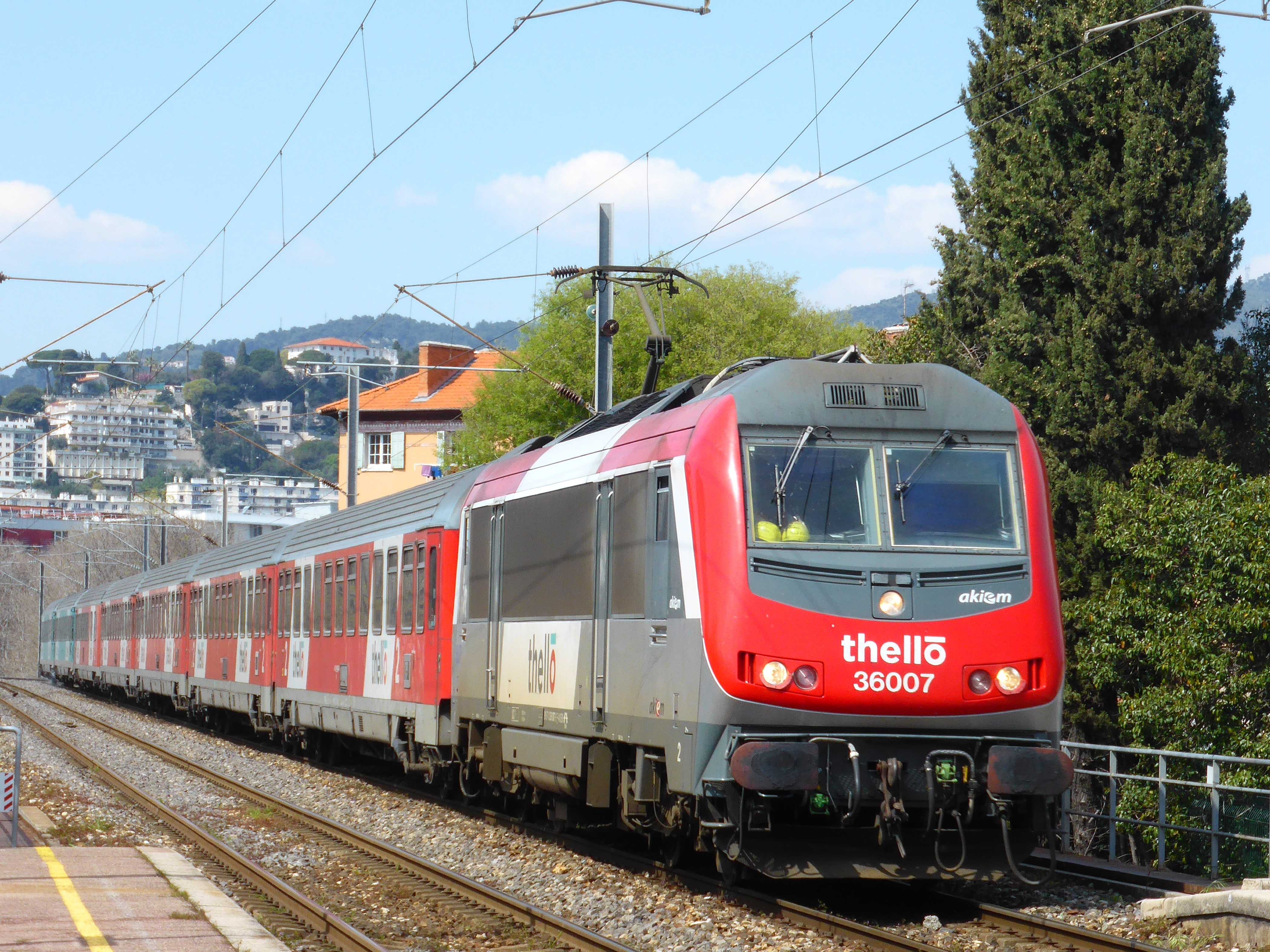
La BB 36007 assurant le Thello no 145 pour Milan, passant la gare de Nice-Riquier en avril 2017.

En janvier 2015, la compagnie annonce qu'elle ajoutera le 12 avril suivant deux allers-retours entre Nice et Milan, en complément de celui en provenance de Marseille.
À la suite de la démission de son directeur général, Albert Alday, Thello nomme en mars 2016 pour président Roberto Rinaudo, directeur financier de la branche voyageurs de Trenitalia et deux mois plus tard, le 28 juin 2016, au vu des résultats déficitaires cumulés et du manque de perspective pour atteindre l'équilibre, Transdev annonce son retrait total de Thello. Ce retrait est réalisé le 6 septembre 2016, lorsque Trenitalia annonce détenir désormais 100 % du capital de Thello.
En mars 2018, Thello se dit intéressé pour créer une liaison Paris – Bordeaux, après l'ouverture à la concurrence des lignes TGV, prévue pour fin 2020 – début 2021, mais ne donne pas suite à cette annonce.
En juin 2018, la société annonce une recapitalisation en fonds propre, le capital social passant de 1,5 M€ à 10,5 M€, et sa volonté de faire circuler des trains de voyageurs (ETR 1000 Frecciarossa) entre Paris et Milan utilisant les réseaux à grande vitesse français et italien,,,.
Le 9 mars 2020, en raison de la pandémie de Covid-19, Thello suspend les circulations[source insuffisante]. En juin, les trains de jour entre Nice et Milan reprennent, mais Thello annonce que la liaison de nuit entre Paris et Venise ne reprend pas. En juin 2021, Thello annonce l'arrêt définitif, au 1er juillet, de ses liaisons entre Paris et Venise, déjà suspendue depuis mars 2020, et entre Marseille, Nice, et Milan.
Le 14 octobre 2021, Thello annonce son changement de nom et devient Trenitalia France, abandonnant les trains conventionnels pour les trains à grande vitesse.[source secondaire souhaitée].

### Trenitalia France

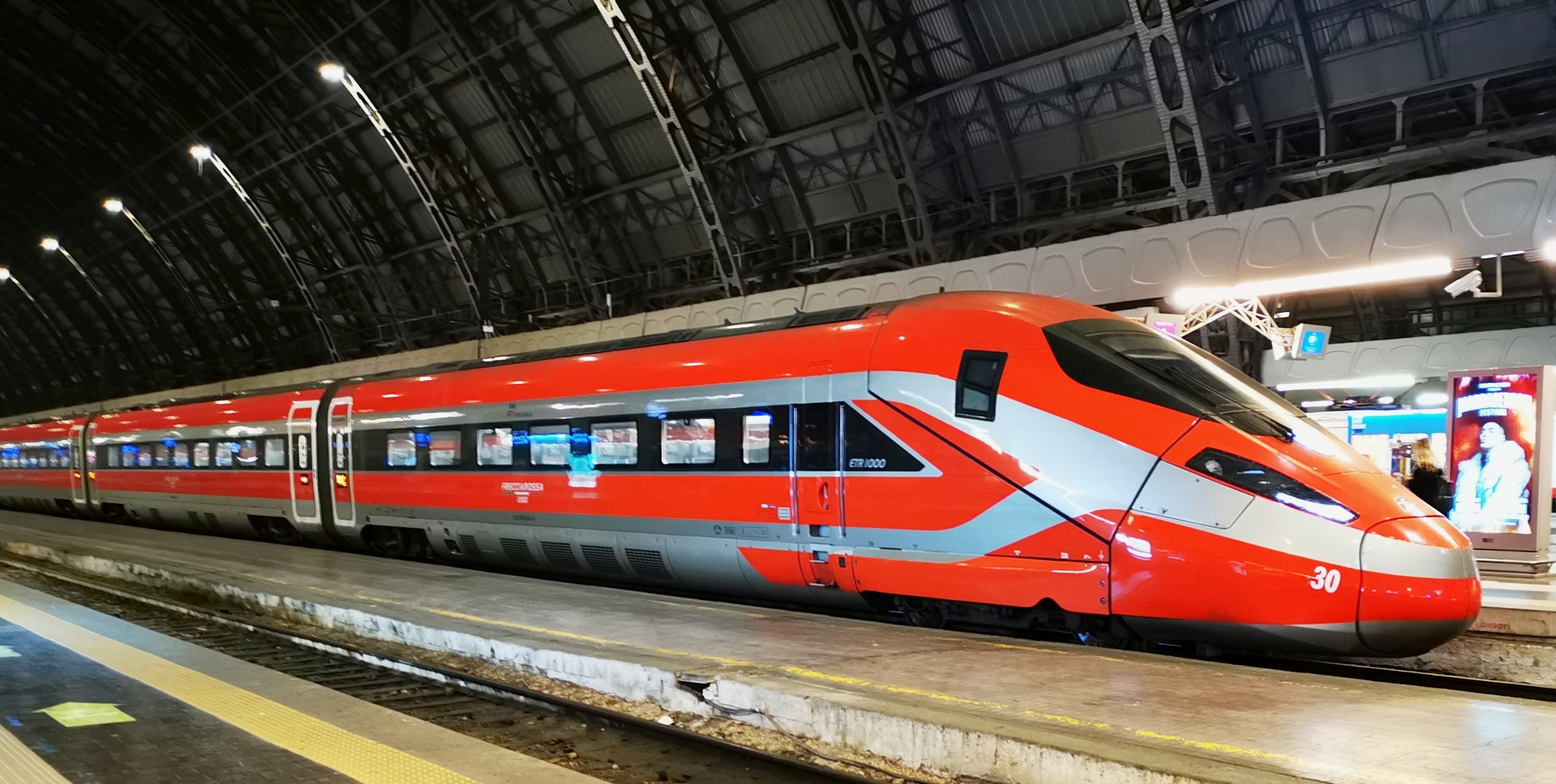
Le Frecciarossa 1000, le train à grande vitesse dédié aux lignes de Trenitalia France.

Le 18 décembre 2021, Trenitalia France commence l'exploitation d'une ligne entre Paris-Gare-de-Lyon et Milan-Centrale via Lyon-Part-Dieu. Elle est exploitée avec des rames Frecciarossa 1000, à raison de deux allers-retours par jour.
Le 5 avril 2022, l'entreprise ajoute un aller-retour quotidien entre Paris et Lyon. La fréquence est portée à trois allers-retours quotidiens le 1er juin 2022.
Le 27 août 2023, un éboulement rocheux entraîne la fermeture d'une section de la ligne de Culoz à Modane, utilisée par Trenitalia France entre la France et l'Italie. L'opérateur se voit contraint de se limiter aux relations entre Paris et Lyon, prolongées certains week-ends jusqu'à Chambéry, et d'acheminer ses rames en Italie via Vintimille à vide afin d'y effectuer les opérations de maintenance lourde, Trenitalia ne disposant pas de site de maintenance de ce type en France. Après les travaux effectués par SNCF Réseau, la ligne ferroviaire rouvre le 31 mars 2025, et Trenitalia France reprend ses liaisons entre la France et l'Italie le lendemain, après 19 mois d'interruption.
Le 11 mars 2025, Trenitalia France annonce le lancement d'une liaison à grande vitesse entre Paris-Lyon et Marseille-Saint-Charles via Lyon-Saint-Exupéry TGV, à raison de 4 allers-retours par jour, ainsi que l'ajout d'un quatrième aller-retour entre Paris-Lyon et Lyon-Part-Dieu, deux évolutions qui débutent le 15 juin 2025.

## Dessertes assurées
Le tableau ci-dessous reprend de manière synthétique les dessertes assurées par Thello puis Trenitalia France.
| date de début | date de fin  | liaison                                                  | fréquence |
| ------------- | ------------ | -------------------------------------------------------- | --- |
| 11 déc. 2011  | 9 mars 2020  | train de nuit Thello Paris – Venise                      | 1 aller-retour quotidien |
| 9 déc. 2012   | 14 déc. 2013 | train de nuit Thello Paris – Rome                        | 1 aller-retour quotidien |
| 14 déc. 2014  | 9 mars 2020  | train de jour Thello Marseille – Nice – Milan            | 1 aller-retour quotidien |
| 12 avr. 2015  | 30 juin 2021 | train de jour Thello Nice – Milan                        | 2 allers-retours quotidiens jusqu’au 9 mars 2020 2 allers-retours quotidiens du 4 juin 2020 au 31 janvier 2021 1 aller-retour quotidien du 1er février 2021 au 30 juin 2021 |
| 18 déc. 2021  | —            | train à grande vitesse Frecciarossa Paris – Lyon – Milan | 2 allers-retours quotidiens |
| 5 avr. 2022   | —            | train à grande vitesse Frecciarossa Paris – Lyon         | 1 aller-retour quotidien jusqu'au 31 mai 2022 3 allers-retours quotidiens du 1er juin 2022 au 14 juin 2025 4 allers-retours quotidiens à partir du 15 juin 2025             |
| 15 juin 2025  | —            | train à grande vitesse Frecciarossa Paris – Marseille    | 4 allers-retours quotidiens |

## Matériel roulant

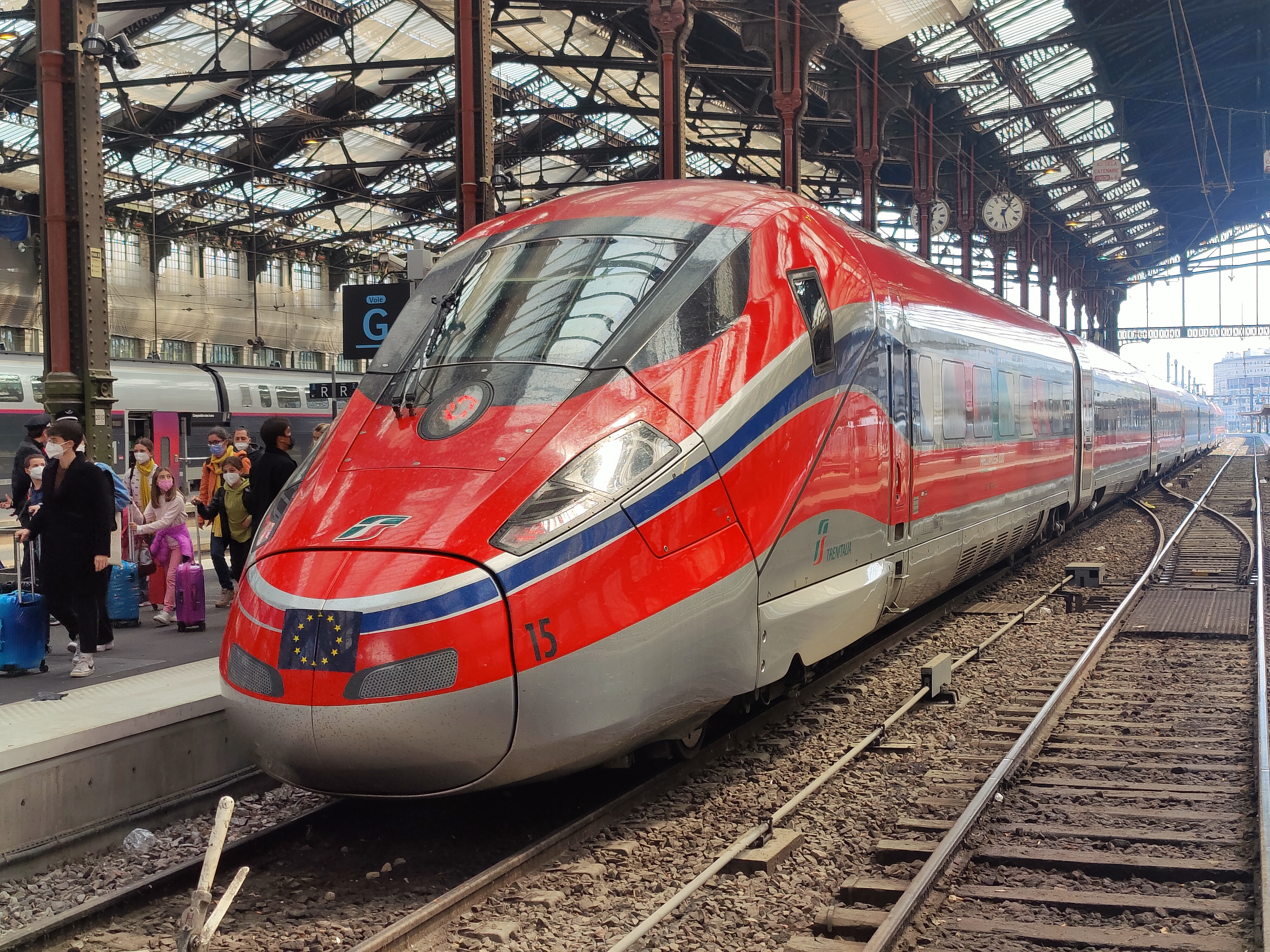
Rame Frecciarossa à Paris-Gare-de-Lyon, en avril 2022.

### Trains à grande vitesse
Trenitalia France utilise des rames Frecciarossa 1000 de Trenitalia.

### Trains de nuit
Pour la desserte Paris-Venise, dans un premier temps, Thello a disposé de deux trains, composés de voitures louées à Trenitalia — voitures-lits de type Universel, construites par Fiat Ferroviaria, voitures-couchettes et voiture-restaurant (avec bar) — et de trois locomotives BB 36000 louées à Akiem, filiale de la SNCF. LSG Sky Chefs assurait la restauration, le service à bord et la logistique support,.

## Organisation
Trenitalia France est une société par actions simplifiée, détenue depuis 2016 à 100 % par Trenitalia. En 2021, elle compte 114 employés.

## Résultats financiers
Depuis sa création, en 2010, Thello — puis Trenitalia France — n'a eu que des exercices déficitaires et cumule près de 48 millions d'euros de dettes, après une recapitalisation de 11 millions d'euros par Trenitalia à la suite de sa reprise en 2016.
En 2020, Thello a réalisé un chiffre d'affaires d'environ 10 millions d'euros, en forte baisse en raison de l'arrêt de l'activité lors de la pandémie de Covid-19, et augmente ses pertes qui passent à environ 25 millions d'euros. L'année suivante, l'entreprise n'a quasiment pas assuré d'activité (2,5 millions d'euros de chiffre d'affaires), alors que les charges continuaient à peser sur le bilan, occasionnant une perte annuelle d'environ 20 millions d'euros.
| Année | Chiffre d'affaires | Charges d'exploitation | Résultat    |
| ----- | ------------------ | ---------------------- | ----------- |
| 2023  | 45 739 460         | 94 601 372             | -50 033 444 |
| 2022  | 37 000 000         | 57 516 147             | -34 500 000 |
| 2021  | 2 668 137          | 24 645 594             | −20 323 105 |
| 2020  | 10 019 700         | 35 953 401             | −24 697 077 |
| 2019  | 41 961 382         | 57 516 147             | −15 833 699 |
| 2018  | 40 474 300         | 53 192 000             | −9 557 100  |
| 2017  | 39 831 200         | 49 829 400             | −7 745 600  |
| 2016  | 37 538 700         | 52 340 700             | −15 950 000 |
| 2015  | 44 634 000         | 49 099 300             | −4 492 300  |
| 2014  | 29 304 400         | 30 765 600             | −1 366 300  |
| 2013  | 37 855 999         | 49 094 340             | −10 383 928 |
| 2012  | 28 321 827         | 31 051 934             | −2 564 901  |
| 2011  | 1 306 565          | 3 118 125              | −1 811 563  |
| 2010  | 0                  | 2 649                  | −2 649      |